# Слапи
Слапи — деревня в Заклинском сельском поселении Лужского района Ленинградской области.

## История
Великого князя деревня Слапи упоминается в писцовой книге Водской пятины 1500 года в Дмитриевском Городенском погосте Новгородского уезда.
Деревня Слапи обозначена на карте Санкт-Петербургской губернии 1792 года, А. М. Вильбрехта.
На карте Санкт-Петербургской губернии Ф. Ф. Шуберта 1834 года, упоминается деревня Слапи, состоящая из 20 крестьянских дворов.

СЛАПИ — деревня принадлежит: наследникам действительного статского советника Брозина, число жителей по ревизии: 57 м. п., 54 ж. п.

чиновнице 7 класса Вараксиной, число жителей по ревизии: 28 м. п., 30 ж. п. (1838 год)

Деревня Слапи из 20 дворов отмечена на карте профессора С. С. Куторги 1852 года.

СЛАТЫ — деревня барона Зальца, по просёлочной дороге, число дворов — 24, число душ — 91 м. п. (1856 год)

Согласно X-ой ревизии 1857 года деревня состояла из двух частей:

1-я часть: число жителей — 54 м. п., 75 ж. п.
  
2-я часть: число жителей — 28 м. п., 29 ж. п.

СЛАПИ — деревня владельческая при реке Луге, число дворов — 23, число жителей: 98 м. п., 92 ж. п.; Часовня православная. (1862 год)

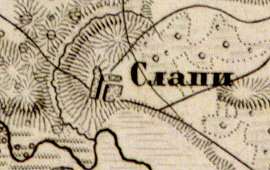
Деревня Слапи на карте 1863 года

В 1864—1865 годах временнообязанные крестьяне деревни выкупили свои земельные наделы у Н. Н. Вараксина и стали собственниками земли.
В 1868—1874 годах временнообязанные крестьяне выкупили свои земельные наделы у барона Е. А. Зальца.
Согласно подворной описи Крюковского общества Кологородской волости 1882 года, деревня состояла из двух частей:
 
1) бывшее имение Зальца, домов — 39, душевых наделов — 55, семей — 32, число жителей — 74 м. п., 90 ж. п.; разряд крестьян — собственники.
  
2) бывшее имение Вараксина, домов — 17, душевых наделов — 28, семей — 19, число жителей — 41 м. п., 41 ж. п.; разряд крестьян — собственники.
В XIX веке деревня административно относилась к Кологородской волости 2-го земского участка 1-го стана Лужского уезда Санкт-Петербургской губернии, в начале XX века — 2-го стана.
По данным «Памятной книжки Санкт-Петербургской губернии» за 1905 год деревня Слапи входила в Крюковское сельское общество.
С 1917 по 1927 год деревня находилась в составе Слапского сельсовета Кологородской волости Лужского уезда.

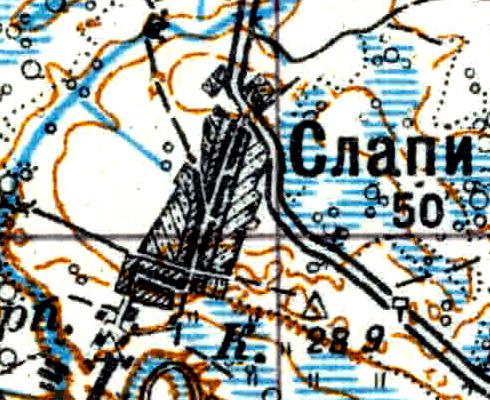
Деревня Слапи на карте 1926 года

Согласно топографической карте 1926 года деревня насчитывала 50 дворов.
С февраля 1927 года, в составе Лужской волости, затем Лужского района.
По данным 1933 года деревня Слапи входила в состав Слапского сельсовета Лужского района, административным центром сельсовета была деревня Заклинье.
С декабря 1933 года, в составе Лужского сельсовета.
C 1 августа 1941 года по 31 января 1944 года деревня находилась в оккупации.
В 1961 году население деревни составляло 125 человек.
По данным 1966, 1973 и 1990 годов деревня Слапи также входила в состав Лужского сельсовета.
По данным 1997 года в деревне Слапи Заклинской волости проживали 138 человек, в 2002 году — 212 человек (русские — 93 %).
В 2007 году в деревне Слапи Заклинского СП проживали 172 человека.

## География
Деревня расположена в юго-восточной части района на автодороге 41К-141 (Великий Новгород — Луга).
Расстояние до административного центра поселения — 2 км.
Расстояние до ближайшей железнодорожной станции Луга — 5 км.
Деревня находится на правом берегу реки Луга.

## Демография
| 1838 | 1862 | 1961 | 1997 | 2007 | 2010 | 2017 |
| ---- | ---- | ---- | ---- | ---- | ---- | ---- |
| 169  | ↘100 | ↗125 | ↗138 | ↗172 | ↗206 | ↗265 |

## Улицы
Бобровая, Заводская, Мостовая, Песочный переулок, Садовая, Солнечная, Сосновая, Хуторская, Центральная.

## Садоводства
Агат, Сказка, Хуторок.